# Great White (Film)
Great White (deutsch: „Weißer Hai“) ist ein australischer Tierhorrorfilm von Regisseur Martin Wilson, der in Deutschland am 20. Mai 2021 digital veröffentlicht wurde. In den Hauptrollen sind Katrina Bowden, Aaron Jakubenko und Kimie Tsukakoshi zu sehen.

## Handlung
Die schwangere Kaz betreibt zusammen mit ihrem Verlobten Charlie ein Charterflug-Unternehmen an der australischen Pearl Coast. Als beide vom japanischstämmigen Paar Michelle und Joe einen Auftrag entgegennehmen, fliegen die vier gemeinsam mit Bordkoch Benny per Wasserflugzeug zu einem abgelegenen Riff, wo Michelle die Asche ihres kürzlich verstorbenen Großvaters verstreuen möchte. Am Strand der kleinen Insel entdeckt die Gruppe die Leiche des Seglers Luke, der augenscheinlich bei einem Haiangriff schwer verletzt wurde. Durch aktuelle Bilder auf dessen wasserdichtem Handy erkennen Charlie und Benny, dass Lukes Freundin Tracy wohl noch lebend mit ihrem Boot auf offener See treiben muss. Daher entscheidet Charlie entgegen dem Willen von Joe, der den Fall lieber den örtlichen Behörden übergeben hätte, eine Suchaktion zu starten, da er mit den Meeresströmungen und Gezeiten vor Ort vertraut ist.
Schon bald darauf kann Michelle das im Wasser treibende Schiffswrack entdecken, woraufhin das Wasserflugzeug auf offener See landet. Als Benny in das Wrack taucht, um nach Überlebenden zu suchen, findet er einzig die durch einen Hai zerfetzte Leiche von Tracy vor. Nur wenig später wird das noch auf dem Wasser treibende Flugzeug von einem Weißen Hai angegriffen und stark beschädigt, weshalb sich die fünf Insassen auf ein aufblasbares Rettungsfloß retten müssen. Während Joe auf Hilfe durch die Küstenwache oder Suchflugzeuge hofft, weiß Charlie, dass sie aufgrund ihrer Kursänderung nur schwer auffindbar sind. Er rechnet aus, dass es etwa 150 Kilometer bis zur australischen Küste wären, man diese Distanz aber durch die gelegene Strömung bis zum nächsten Morgen schaffen könnte.
Während sich die fünf beim Paddeln abwechseln, kommt es in der Nacht zwischen Joe und Benny, die sich von Anfang an nicht wirklich leiden konnten, zu einem Streit. Als Joe Benny vom Floß stößt, wird dieser vor den Augen der anderen vom Hai aufgefressen. Wie sich herausstellt ist das Tier nicht alleine; gleich zwei Weiße Haie folgen den Überlebenden seit dem Schiffswrack. Als die Tiere das Floß von unten kippen, fällt Joe den Haien zum Opfer. Auch die Rettungsinsel selbst hat bei dem Angriff Schaden genommen und verliert nun allmählich Luft. Trotzdem schaffen es Charlie, Kaz und Michelle, am nächsten Morgen in unmittelbare Nähe zur australischen Küste zu kommen. Doch bevor die drei das Festland erreichen können, greifen die Haie erneut an.
Während Charlie Michelle befiehlt, um ihr Leben zu schwimmen, möchte er die Haie mit einer selbstgebauten Harpune töten. Dafür feuert Kaz zur Anlockung eine Signalrakete ab, woraufhin Charlie einen der beiden Haie mit zahlreichen Stichen ins Gehirn umbringt, vom anderen allerdings gefressen wird. Michelle und Kaz können sich im Anschluss auf aus dem Wasser ragende Trümmerteile eines Schiffes nahe der Küste retten, werden aber weiterhin von dem Tier angegriffen. Kaz lockt es ins Innere des Wracks, wo der Hai von einstürzenden Trümmerteilen aufgespießt wird. Als auch Kaz zu ertrinken droht, wird sie unter Wasser von Michelle beatmet, woraufhin beide Frauen das rettende Ufer erreichen können.

## Produktion

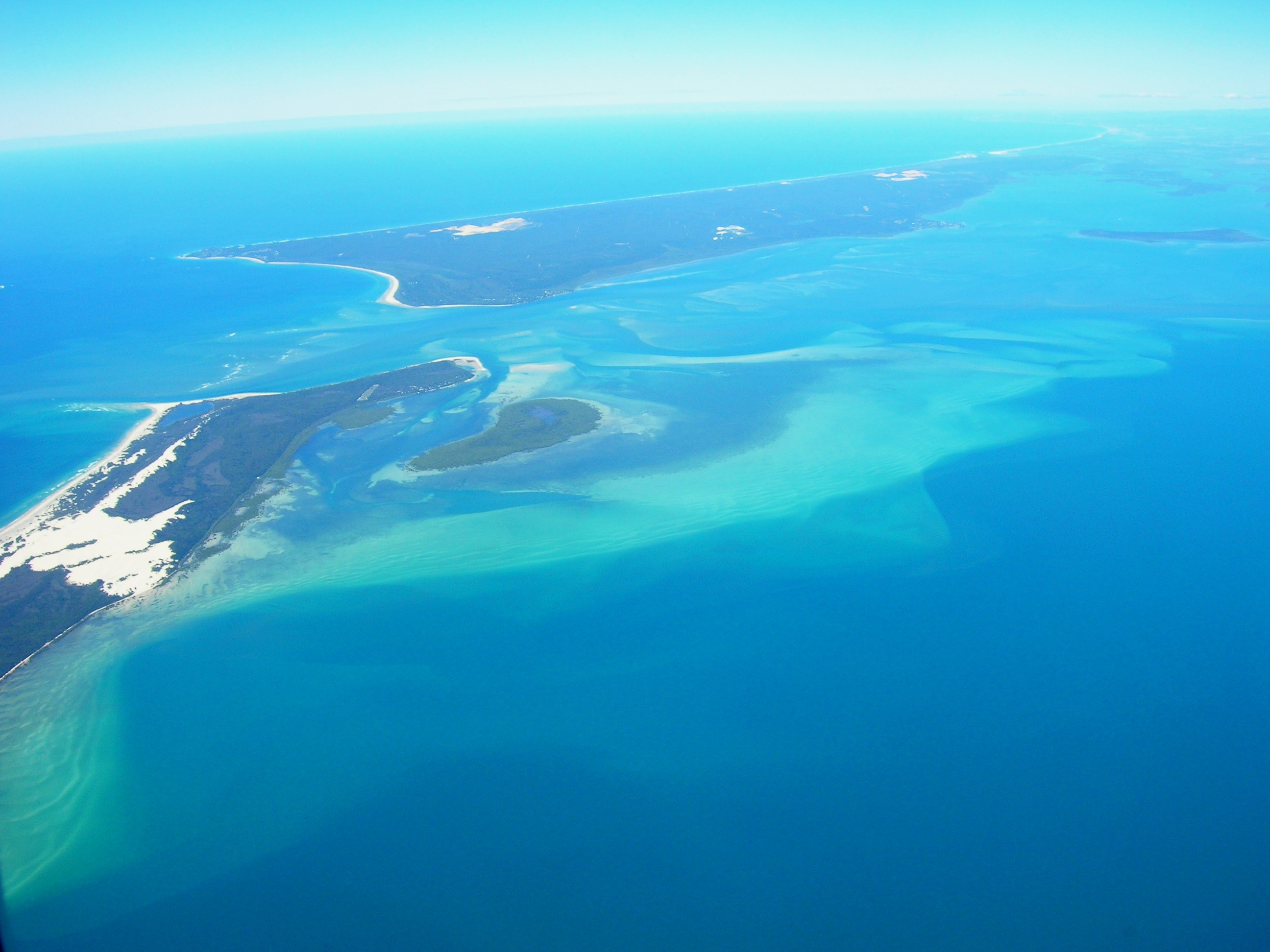
Die Bucht vor Brisbane samt Peel Island (rechts oben) diente als Kulisse.

Nach den großen finanziellen Erfolgen von 47 Meters Down und The Shallows – Gefahr aus der Tiefe sicherte sich das Produktionsunternehmen Altitude Film Sales im Mai 2018 die internationalen Vertriebsrechte am australischen, auf wahren Begebenheiten basierenden Hai-Thriller Great White, bei dem Werberegisseur Martin Wilson sein Spielfilmdebüt geben sollte. Das Drehbuch wurde von Michael Boughen geschrieben, während Neal Kingston und Michael Robertson von den Produktionsfirmen Thrills & Spills und Piccadilly Pictures als Produzenten fungierten. Im Rahmen der Internationalen Filmfestspiele von Cannes 2018 wurde der Film in mehr als ein Dutzend Länder verkauft, was neben privaten Investoren die Finanzierung des über sechs Millionen Australische Dollar hohen Budgets ermöglichte. Mit dem Drehbeginn im November 2019 wurde die aus Katrina Bowden, Aaron Jakubenko, Kimie Tsukakoshi, Tim Kano und Te Kohe Tuhaka bestehende Besetzung verkündet.
Ursprünglich sollten erste Filmaufnahmen bereits Ende 2018 beginnen; der Drehstart mit Kameramann Tony O’Loughlan erfolgte schließlich jedoch erst im November 2019 in Queensland. In Vorbereitung auf die Dreharbeiten absolvierten alle Hauptdarsteller ein Tauchtraining samt Atemübungen, da ein nicht unerheblicher Teil der Szenen im oder unter Wasser gefilmt wurde. Diese Aufnahmen entstanden in großen Wassertanks in einem Filmstudio in South East Queensland, wo ganze „Unterwasser-Choreografien“ mit den Darstellern erarbeitet und gemeinsam mit dem Stuntteam geprobt und gedreht wurden. Trotzdem verletzte sich Hauptdarstellerin Bowden bei einer dieser Szenen an der Hand; ein anderes Mal wurde sie von einer Qualle gestochen. Zu den weiteren Drehorten zählten der North Queens Beach auf Redcliffe Peninsula, die Gold Coast, Wasserbecken auf einer Garnelenfarm, die abgelegene Insel Peel Island sowie die Küste vor Brisbane. Daneben wurden im fertigen Film von Robert Richardson lizenzierte Naturaufnahmen verwendet.
Unter der Leitung von Szenenbildner Adam Head wurden mehrere lebensgroße Animatronic-Haie gebaut, die später mit visuellen Effekten von Dave Kenyon kombiniert wurden. Daneben kamen bei den Filmaufnahmen auch Taucher mit auf dem Rücken befestigten Haiflossen zum Einsatz, die vor allem als Referenzpunkte für die Darsteller dienten. Nach insgesamt 25 Drehtagen wurden die Dreharbeiten offiziell abgeschlossen. Bowden unterbrach für diese Zeitspanne ihre Arbeit an der US-amerikanischen Seifenoper Reich und Schön. Auch die Postproduktion erfolgte in Queensland. Für die im Juni 2020 fertiggestellte Filmmusik zeichnete Komponist Tom Count verantwortlich. Daneben steuerte die australische Sängerin Annie Hamilton für den Soundtrack den Song Panic bei, der während des Abspanns gespielt wird.
Ein Trailer zum Film erschien am 14. März 2021; ein Filmposter folgte zwei Monate später. Great White feierte am 4. Mai 2021 in Barcelona und Madrid seine Weltpremiere. Der Film erschien in Deutschland am 3. Juni 2021 durch Wild Bunch auf DVD, Blu-ray und digital. Im nordamerikanischen Raum war Great White ab dem 16. Juli 2021 in den Kinos zu sehen und digital erhältlich; seit dem 11. November 2021 ist er zudem exklusiv im Programm von AMCs hauseigenem Streamingdienst Shudder enthalten.

## Synchronisation
Die deutschsprachige Synchronisation entstand nach einem Dialogbuch und unter der Dialogregie von Horst Geisler bei Münchner Synchron.
| Rolle             | Darsteller         | Synchronsprecher |
| ----------------- | ------------------ | ---------------- |
| Kaz Fellows       | Katrina Bowden     | Melanie Manstein |
| Charlie Brody     | Aaron Jakubenko    | Patrick Schröder |
| Michelle Minase   | Kimie Tsukakoshi   | Shandra Schadt   |
| Joji „Joe“ Minase | Tim Kano           | Martin Bonvicini |
| Benny             | Te Kohe Tuhaka     | Paul Sedlmeir    |
| Tracy             | Tatjana Marjanovic | Ilena Gwisdalla  |
| Luke              | Jason Wilder       | René Oltmanns    |

## Rezeption
Great White wurde von Filmkritikern überwiegend gemischt bis negativ aufgenommen. So fielen 42 % der bei Rotten Tomatoes gelisteten Kritiken positiv aus, während der Film auf Metacritic einen Metascore von 45 von 100 möglichen Punkten erreichte.
Randy Myers von der Tageszeitung The Mercury News konnte vom Film überzeugt werden. Great White erfinde das Haigenre zwar nicht neu und komme auch mit einer eher gewöhnlichen Geschichte daher, verfolge aber im Vergleich zu anderen Genrevertretern einen neuartigen Ansatz. Dabei rücke Regisseur Martin Wilson das Menschliche in den Vordergrund, wodurch der Zuschauer eine emotionale Verbindung zu den Figuren aufbauen könne. Daneben überzeuge der Film durch gute Unterwassereffekte und eine engagierte Besetzung. Als Fazit zieht Myers, Great White sei anspruchslos, aber sehenswert.
Zu einem gemischten Urteil gelangt Tasha Robinson von Polygon, für die Great White trotzdem ein insgesamt überdurchschnittlicher Genrevertreter sei. Der Film beginne stark und fühle sich zu Beginn wie ein solides Indie-Drama voller Spannung und mit farbenfrohen, lebendigen Naturaufnahmen an. Die Figuren seien individuell gezeichnet und erhielten durch die spielfreudigen Darsteller die nötige Tiefe, wodurch Great White sehr viel ernster als andere Hai-Trashfilme sei. Das Auftauchen der Tiere stelle jedoch einen Wendepunkt dar, da der Film ab diesem Zeitpunkt die Figurenentwicklung vernachlässige und stattdessen zum idiotischen, klischeehaften und vorhersehbaren Horrorfilm werde, der an seinen eigenen Ambitionen scheitere. Zwischenmenschliche Konflikte seien zwar weiterhin glaubhaft, doch bei den abrupten Toden kämen keine Emotionen auf. Ebenso werde das Verhalten der oftmals schlecht animierten Haie unrealistisch dargestellt.
Andrew Barker zieht in seiner Filmkritik für Variety ein negatives Fazit. Obwohl Great White mit einigen angemessenen Actionsequenzen und für sein geringes Budget soliden Haianimationen aufwarte, folge der Film dem altbekannten Horrorschema. Nach dem obligatorischen Prolog verfalle er zügig in einen trägen Rhythmus mit schier endlosen Paddelszenen, in denen die Handlung einzig durch langweilige, schlechte Dialoge vorangetrieben werde. Dabei seien die Figuren zu eintönig, sodass die Zeit zwischen den Haiangriffen nicht sinnvoll gefüllt werden könne. Auch wenn immerhin die Landschaft schön anzusehen sei, werde Great White letztendlich das Verharren auf dem Altbekannten zum Verhängnis.
Ähnlich steht Meagan Navarro von Bloody Disgusting dem Film gegenüber. Laut ihr versuche Regisseur Wilson jedes Subgenre unterzubringen, wodurch sich Great White nicht aus der Masse der Haifilme hervorheben könne. Zwar treffe Drehbuchautor Michael Boughen einige interessante Charakterwahlen und etabliere bereits früh Beziehungen und Konflikte zwischen den Figuren, doch letztendlich funktioniere die Chemie zwischen den Darstellern nicht und ihre Charaktere seien größtenteils Stereotypen ohne Entwicklung. So nehmen Diskussionen und Streitereien den größten Teil der Laufzeit ein; durch die wenigen Haiattacken entstünden gleichzeitig weder Spannung noch kreative Tode. Die rudimentären CGI-Haie seien am eindrucksvollsten, wenn sie nicht zu sehen sind, doch durch zu viele Silhouetten-Aufnahmen würden sie letztendlich ihre Wirkung verlieren.
Die weltweiten Einnahmen aus Kinovorführungen belaufen sich auf rund 635.000 US-Dollar.